# Лі Енн Гестер
Лі Енн Хестер (нар. 12 січня 1982) — солдат Національної гвардії армії США. Під час призначення до 617-ї роти військової поліції, підрозділу національної гвардії армії Кентуккі з Річмонда, штат Кентуккі, Гестер отримала Срібну зірку за свої героїчні дії 20 березня 2005 року під час ворожої засідки на колоні постачання поблизу міста Салман Пак, Ірак.
Гестер є першою жінкою-солдатом армії США, яка отримала Срібну зірку з часів Другої світової війни, і першою в історії, яку відзначили за доблесть у ближньому бою.

## Кар'єра

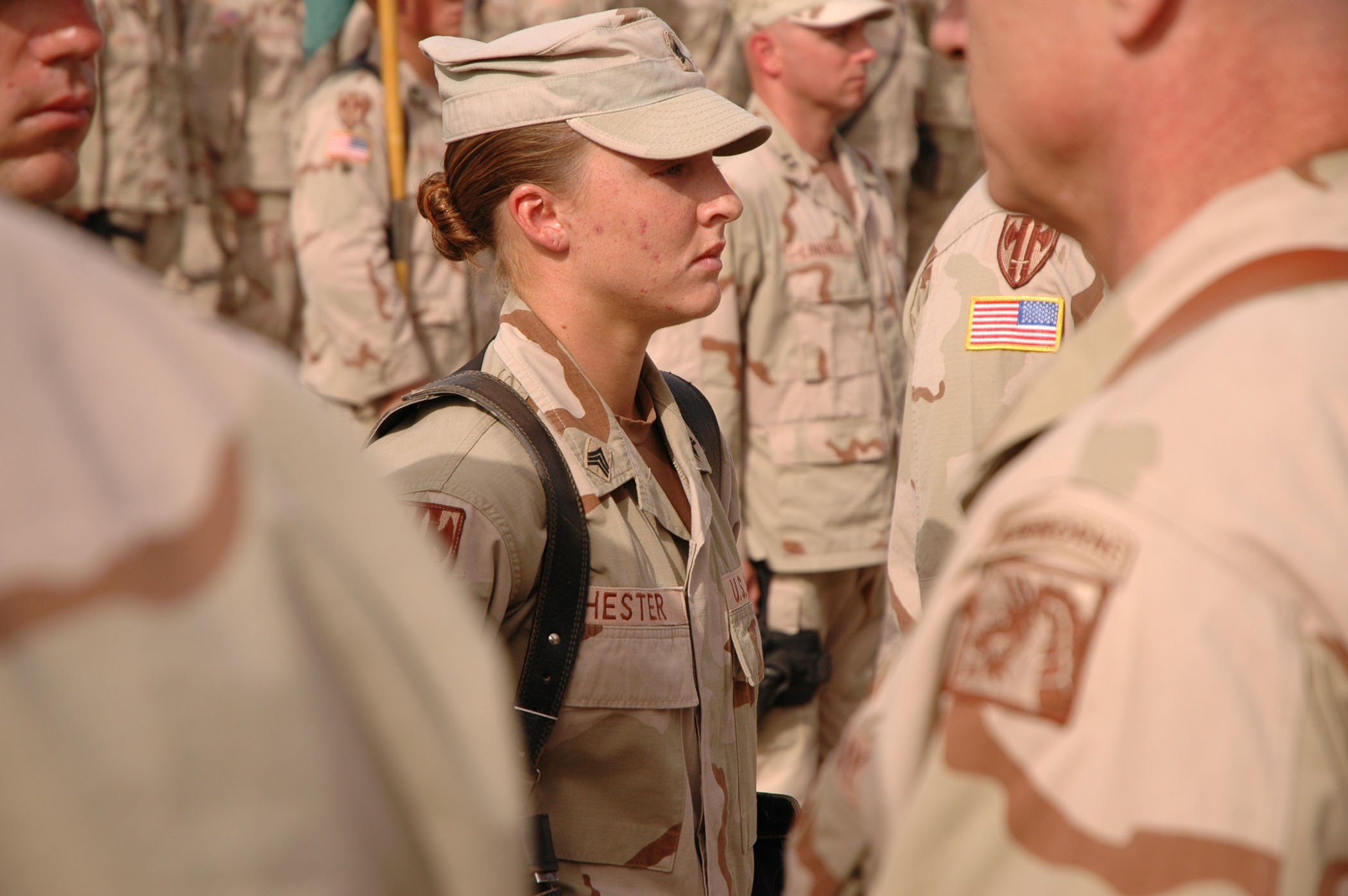
Хестер чекає на отримання медалі «Срібна зірка» під час церемонії вручення військових нагород у Кемп Ліберті, Ірак, у червні 2005 року.

### 2000-ті роки
У квітні 2001 року Гестер була зарахована до армії США.
В Іраку загін військової поліції Гестер, що складається з восьми чоловіків і двох жінок у трьох Humvee, стежив за колоною з 30 вантажівками, коли приблизно 50 бойовиків влаштували засідку на колону з АК-47, кулемет РПК, а також реактивні гранати (РПГ). Загін перемістився на узбіччя дороги, обступивши повстанців і відрізавши їм шлях до втечі. Гестер маневрувала своєю вогневою командою через зону вбивства та на флангову позицію, де її керівник загону, штабний сержант Тімоті Ф. Нейн, і вона атакувала лінію траншей за допомогою ручних гранат і гранатометів M203. Нейн і Гестер напали і очистили дві траншеї. Під час 25-хвилинної перестрілки Гестер знищила 3 повстанців.

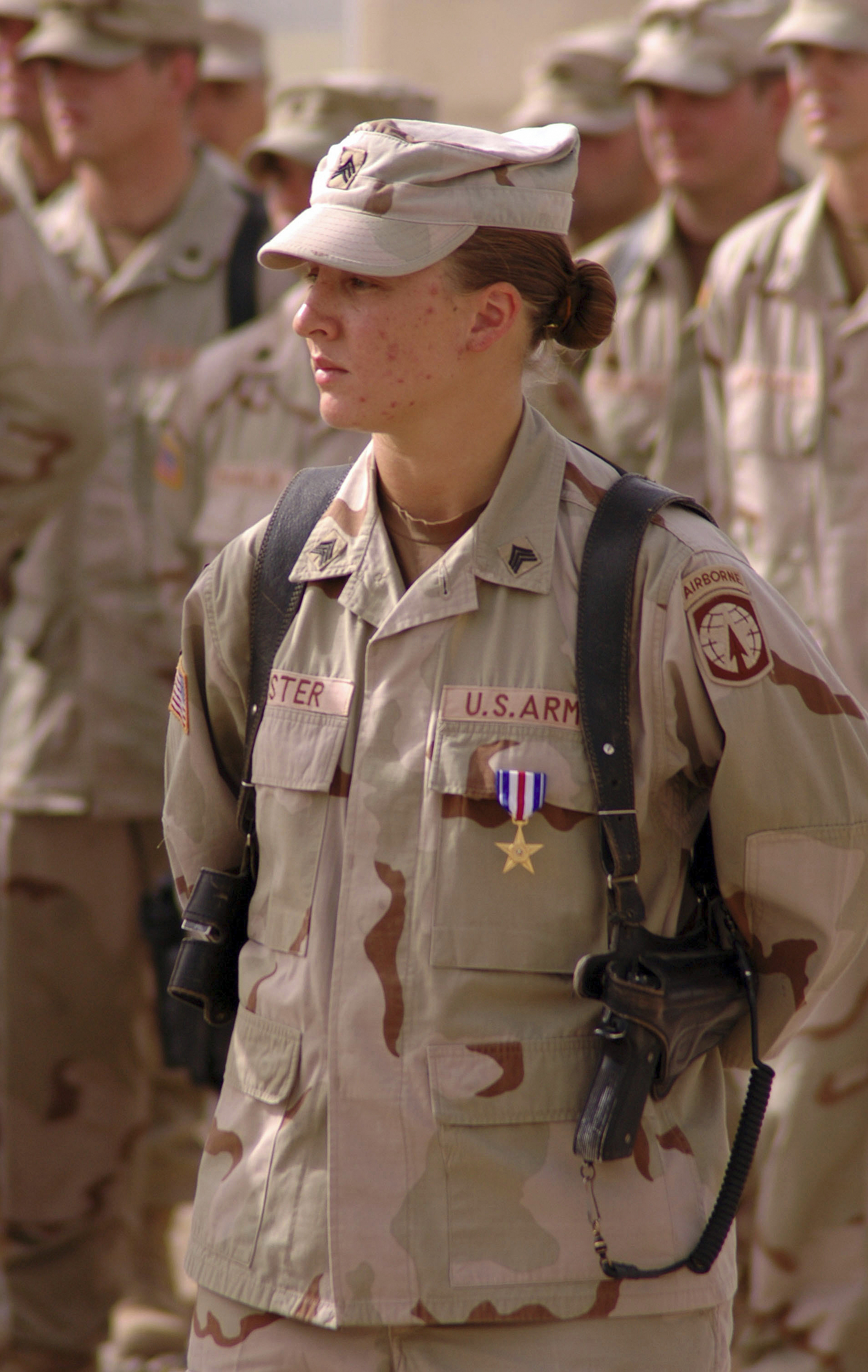
Хестер після отримання медалі «Срібна зірка» під час церемонії вручення військових нагород у Кемп Ліберті, Ірак, у червні 2005 року.

Після завершення битви 27 повстанців загинули, шестеро поранено, один потрапив у полон. Сержанти Нейн і Гестер обидва були нагороджені Срібною зіркою. Пізніше медаль Нейна була підвищена до Хреста за заслуги.
Також нагороджений Срібною зіркою в цій засідці спеціаліст Джейсон Майк, лікар взводу, який підняв і одночасно стріляв з карабіна M4 і ручного кулемета M249 SAW на захист своїх товаришів.
Пізніше Гестер перейшов до Національної гвардії армії Теннессі.
Гестер взяла невелику перерву в Національній гвардії в 2009 році і працювала офіцером цивільного правоохоронного органу в передмісті Нашвілла, штат Теннессі. Однак через деякий час, наприкінці 2010 року, вона повернулася до армії.

### 2010-ті роки
З 2012 по 2014 рік проходила службу інструктором у Школі військової міліції 117 обласного навчального інституту. У 2014 році вона відправилася в Афганістан на 18 місяців як член групи підтримки культури. З того часу Гестер було підвищено до звання сержанта першого класу. У 2017 році Гестер відправився в Сент-Круа, Віргінські острови США, як частину відповіді на ураган Марія. Рота військової поліції Гестер надала правоохоронну підтримку поліції Віргінських островів США.

## Нагороди та відзнаки

### Срібна зірка
Цитата: Президент Сполучених Штатів Америки, санкціонований Актом Конгресу від 9 липня 1918 року (з поправками від 25 липня 1963 року), із задоволенням вручає Срібну зірку сержанту Лі Енн Гестер, армія Сполучених Штатів, за виняткову доблесть. досягнення під час бойових дій на підтримку операції IRAQI FREEDOM 20 березня 2005 року в Іраку. Героїчні дії сержанта Гестер в Іраку сприяли приголомшливому успіху місії Багатонаціонального корпусу в Іраку. Перебуваючи на посаді керівника групи RAVEN 42B у 617-й роті військової поліції, 503-му батальйоні військової поліції (повітряно-десантної), 18-й бригаді військової поліції, сержант Хестер повела своїх солдатів у контратаку антиіракських сил (AIF), які перебували у м. потужним вогнем із автоматів АК-47, кулеметами ПРК та реактивними гранатами. Сержант Гестер маневрувала своєю командою через зону вбивства на флангову позицію, де вона гранатами та патронами M-203 атакувала лінію траншей. Потім вона очистила дві траншеї разом зі своїм командиром загону, де вступила в бой і знищила 3 AIF зі своєю гвинтівкою M-4. Її дії врятували життя численним учасникам конвою. Сміливість сержанта Гестер відповідає найкращим традиціям військового героїзму і відображає особливу заслугу на неї, 503-го батальйону військової поліції (повітряно-десантного), 18-ї бригади військової поліції та армії Сполучених Штатів. РОЗПОВІД, ЩО СУПРОВОДЯЄ НАГРАДУ: сержанта Лі А. Гестера називають за явну відвагу в діях проти озброєного ворога Сполучених Штатів, коли він брав участь у військових операціях, пов'язаних із конфліктом з антиіракськими силами (AIF), як керівник групи Raven 42B, 617-а військова поліція Рота, 503-й батальйон військової поліції (повітряно-десантний), дислокований у Кемп Ліберті, Ірак, 20 березня 2005 року на підтримку операції ІРАКІСЬКА СВОБОДА.Місія команди полягала в тому, щоб допомогти Raven 42 у пошуку саморобних вибухових пристроїв (СВУ) на Східному маршруті конвою та забезпечити додаткову безпеку конвоям, які подорожують через зону їхньої відповідальності. Під час патрулювання Альтернативного маршруту постачання (ASR) Детройт Raven 42B спостерігав за автоконвою, який складався з 30 напівтягачів національних третіх країн (TCN) із супроводом із трьох транспортних засобів, позивний Stallion 33, що прямував із LSA (зона логістичної підтримки).) Anaconda до CSC (центр підтримки конвою) Scania. Погода для цього патруля ASR була 75 градусів і сонячна, вітер із південного заходу 10 вузлів. Під час руху на ASR Детройт приблизно 50 AIF потрапили в засідку колони, обстрілюючи колону потужним вогнем з АК47, великокаліберних кулеметів РПК та реактивними гранатами (РПГ) з південно-західної сторони дороги о 11:40. AIF використовували зрошувальні канави та фруктовий сад для добре спланованої комплексної атаки. У AIF були припарковані бойові автомобілі вздовж дороги, перпендикулярної до ASR з відкритими дверима та багажниками. Намір AIF полягав у тому, щоб знищити конвой, завдати численних жертв і викрасти кількох водіїв TCN або американських солдатів. Початкова засідка вивела з ладу та підпалила головну машину TCN, яка фактично заблокувала Чисельність елементів Raven 42 переважала п'ять до одного. Штабний сержант Нейн наказав загону обійти повстанців з правого боку. Загін продовжував піддаватися сильному кулеметному і гранатометному вогню, коли сержант Гестер зупинила свій автомобіль, середню машину, на фланговій позиції, що охоплювала лінію траншей і фруктове поле, де більше десятка повстанців боролися з загоном і колоною. Потім вона Потім вони пройшли до передньої траншеї і очистили її. Після розчищення передньої траншеї було оголошено припинення вогню, і вона почала охороняти місце засідки. Кінцевим результатом засідки було 27 AIF KIA (убиті в бою), 6 AIF WIA (поранені в бою) та один AIF захоплений.

### Подяки
| |                         |             |  |  |  |
| Bronze oak leaf cluster | Bronze oak leaf cluster |             |  |  |  |
| |                         | Bronze star |  |  |  |
| |                         |             |  |  |  |
| Width-44 green ribbon with central width-8 flag blue stripe flanked by a pair of width-2 yellow stripes. At distance 6 from the edges are a pair of width-4 yellow stripes. |                         |             |  |  |  |
| |                         |             |  |  |  |
| |                         |             |  |  |  |

| Значок  | Знак бойових дій                                                 | Знак бойових дій                                                 | Знак бойових дій                                                 | Знак бойових дій                                                 | Знак бойових дій                                             | Знак бойових дій                                             | Знак бойових дій                                           | Знак бойових дій                                           | Знак бойових дій | Знак бойових дій | Знак бойових дій | Знак бойових дій |
| 1-й ряд | Срібна зірка                                                     | Срібна зірка                                                     | Срібна зірка                                                     | Срібна зірка                                                     | Срібна зірка                                                 | Срібна зірка                                                 | Бронзова зірка                                             | Бронзова зірка                                             | Бронзова зірка | Бронзова зірка | Бронзова зірка | Бронзова зірка |
| 2-й ряд | Почесна медаль армії з 1 бронзовим дубовим листям                | Почесна медаль армії з 1 бронзовим дубовим листям                | Почесна медаль армії з 1 бронзовим дубовим листям                | Почесна медаль армії з 1 бронзовим дубовим листям                | Медаль за заслуги в армії з 1 бронзовим дубовим листям       | Медаль за заслуги в армії з 1 бронзовим дубовим листям       | Медаль за заслуги в армії з 1 бронзовим дубовим листям     | Медаль за заслуги в армії з 1 бронзовим дубовим листям     | Медаль за досягнення компонентів армійського резерву з 2 бронзовими дубовими листями                                 | Медаль за досягнення компонентів армійського резерву з 2 бронзовими дубовими листями                                 | Медаль за досягнення компонентів армійського резерву з 2 бронзовими дубовими листями                                 | Медаль за досягнення компонентів армійського резерву з 2 бронзовими дубовими листями                                 |
| 3-й ряд | Медаль за службу національної оборони                            | Медаль за службу національної оборони                            | Медаль за службу національної оборони                            | Медаль за службу національної оборони                            | Медаль Афганської кампанії з 2 бронзовими зірками кампанії   | Медаль Афганської кампанії з 2 бронзовими зірками кампанії   | Медаль Афганської кампанії з 2 бронзовими зірками кампанії | Медаль Афганської кампанії з 2 бронзовими зірками кампанії | Медаль кампанії в Іраку з 1 бронзовою зіркою кампанії                                                                | Медаль кампанії в Іраку з 1 бронзовою зіркою кампанії                                                                | Медаль кампанії в Іраку з 1 бронзовою зіркою кампанії                                                                | Медаль кампанії в Іраку з 1 бронзовою зіркою кампанії                                                                |
| 4-й ряд | Експедиційна медаль «Глобальна війна з тероризмом».              | Експедиційна медаль «Глобальна війна з тероризмом».              | Експедиційна медаль «Глобальна війна з тероризмом».              | Експедиційна медаль «Глобальна війна з тероризмом».              | Медаль «Глобальна війна з тероризмом».                       | Медаль «Глобальна війна з тероризмом».                       | Медаль «Глобальна війна з тероризмом».                     | Медаль «Глобальна війна з тероризмом».                     | Медаль запасу Збройних Сил з пристроєм «Бронзовий пісочний годинник», бронзовим пристроєм «М» та нагородною цифрою 2 | Медаль запасу Збройних Сил з пристроєм «Бронзовий пісочний годинник», бронзовим пристроєм «М» та нагородною цифрою 2 | Медаль запасу Збройних Сил з пристроєм «Бронзовий пісочний годинник», бронзовим пристроєм «М» та нагородною цифрою 2 | Медаль запасу Збройних Сил з пристроєм «Бронзовий пісочний годинник», бронзовим пристроєм «М» та нагородною цифрою 2 |
| 5-й ряд | Сержантська стрічка підвищення кваліфікації з номером нагороди 2 | Сержантська стрічка підвищення кваліфікації з номером нагороди 2 | Сержантська стрічка підвищення кваліфікації з номером нагороди 2 | Сержантська стрічка підвищення кваліфікації з номером нагороди 2 | Стрічка армійської служби                                    | Стрічка армійської служби                                    | Стрічка армійської служби                                  | Стрічка армійської служби                                  | Стрічка закордонних послуг                                                                                           | Стрічка закордонних послуг                                                                                           | Стрічка закордонних послуг                                                                                           | Стрічка закордонних послуг                                                                                           |
| 6-й ряд | Армійський резерв компонентів за кордоном навчання стрічки       | Армійський резерв компонентів за кордоном навчання стрічки       | Армійський резерв компонентів за кордоном навчання стрічки       | Армійський резерв компонентів за кордоном навчання стрічки       | Медаль НАТО для колишньої Югославії                          | Медаль НАТО для колишньої Югославії                          | Медаль НАТО для колишньої Югославії                        | Медаль НАТО для колишньої Югославії                        | Стрічка вірної служби Національної гвардії Кентуккі (20 років)                                                       | Стрічка вірної служби Національної гвардії Кентуккі (20 років)                                                       | Стрічка вірної служби Національної гвардії Кентуккі (20 років)                                                       | Стрічка вірної служби Національної гвардії Кентуккі (20 років)                                                       |
| Значки  | Значок «Експерт в стрільбі». з пістолетною складовою планкою     | Значок «Експерт в стрільбі». з пістолетною складовою планкою     | Значок «Експерт в стрільбі». з пістолетною складовою планкою     | Значок «Експерт в стрільбі». з пістолетною складовою планкою     | Значок «Експерт в стрільбі». з пістолетною складовою планкою | Значок «Експерт в стрільбі». з пістолетною складовою планкою | Знак «Стрільба в стрільбі». з рушницею компонента          | Знак «Стрільба в стрільбі». з рушницею компонента          | Знак «Стрільба в стрільбі». з рушницею компонента                                                                    | Знак «Стрільба в стрільбі». з рушницею компонента                                                                    | Знак «Стрільба в стрільбі». з рушницею компонента                                                                    | Знак «Стрільба в стрільбі». з рушницею компонента                                                                    |

## Подальше читання
- Розділ «Засідка Вербної неділі», сторінки 59–81 In Contact! – Приклади з тривалої війни (PDF, 167 сторінок)
- Повний текст цитати сержанта Гестер за помітну галантність у дії [Архівовано 17 липня 2018 у Wayback Machine.]
- Жінки в армії США [Архівовано 11 січня 2022 у Wayback Machine.]